# Mezőhék
Mezőhék is een plaats (község) en gemeente in het Hongaarse comitaat Jász-Nagykun-Szolnok. Mezőhék telt 390 inwoners (2001).